# Klaas Nuninga
Klaas Nuninga (n. Winschoten, 7 de noviembre de 1940) es un exfutbolista neerlandés que jugaba en la demarcación de delantero.

## Selección nacional
Jugó un total de 19 partidos con la selección de fútbol de los Países Bajos. Debutó el 11 de septiembre de 1963 en un partido de clasificación para la Eurocopa 1964 contra Luxemburgo que finalizó con un resultado de empate a uno tras los goles de Paul May para Luxemburgo, y del propio Nuninga para el combinado neerlandés. Además disputó un partido de clasificación para la Copa Mundial de Fútbol de 1966 y dos de clasificación para la Eurocopa 1968, siendo en esta fase donde jugó su último partido con la selección, el 30 de noviembre de 1966 contra Dinamarca.

## Clubes
| Club          | País         | Año       | Partidos | Goles |
| ------------- | ------------ | --------- | -------- | ----- |
| FC Groningen  | Países Bajos | 1960-1969 | 88       | 36    |
| AFC Ajax      | Países Bajos | 1960-1969 | 184      | 88    |
| DWS Amsterdam | Países Bajos | 1969-1973 | 88       | 7     |

## Palmarés

### Campeonatos nacionales
| Título                   | Club     | País         | Año  |
| ------------------------ | -------- | ------------ | ---- |
| Eredivisie               | AFC Ajax | Países Bajos | 1966 |
| Eredivisie               | AFC Ajax | Países Bajos | 1967 |
| Eredivisie               | AFC Ajax | Países Bajos | 1968 |
| Copa de los Países Bajos | AFC Ajax | Países Bajos | 1967 |